# 5.10
5.10 est un parti politique ukrainien, enregistré le 20 mars 2014. L'idée principale de Hennadiy Balashov (en) et de son parti libertarien est de mettre en place une réforme radicale de la fiscalité en Ukraine : abolition totale du système actuel et introduction d'un système fiscal unique : – 5 % de taxe sur la valeur ajoutée et 10 % de taxes sur les traitements et salaires.
L'objectif principal du parti est de lutter contre la pauvreté et le contrôle gouvernemental en Ukraine. Son chef, Hennadiy Balashov déclare vouloir faire de l'Ukraine un paradis fiscal mondial, à l'instar de Singapour et de la république d'Irlande.
Lors des élections législatives ukrainiennes de 2014, le parti n'a pas remporté de sièges, recueillant 67 124 voix. Le parti n'a pas participé aux élections législatives ukrainiennes de 2019.